# رونان کیتینگ
رونان کیتینگ (به انگلیسی: Ronan Keating) (زاده ۳ مارس ۱۹۷۷) خوانندهٔ ایرلندی است.
او عضو گروه بوی‌زون است.

## موسیقی
او از سال ۱۹۹۳ فعالیت خود را با گروه بوی‌زون آغاز کرد و شش سال بعد اولین آلبوم شخصی خود را منتشر کرد و تا به امروز ۷ تک‌آهنگ، ۱۰ آلبوم شخصی و ۱۳ آلبوم با گروه بوی زون از وی به انتشار رسیده است.آخرین آلبوم وی با نام فایرز در سال ۲۰۱۲ منتشر شد.

## سینما
کیتینگ در سال ۲۰۱۳ در اولین فیلمش گادس با هنرپیشه و خواننده ی انگلیسی لورا میشل کلی همبازی شد. در سال ۲۰۱۴ نیز در فیلم انیمیشنی پت پستچی صدای خوانندگی پت پست‌چی را بر عهده گرفت.
او سپس در تئاتر موزیکال وانس در سال ۲۰۱۵-۲۰۱۴ ایفای نقش کرد.

## دیگر فعالیت ها
کیتینگ از سال ۲۰۱۰ به مدت ۵ سال داور مسابقه ایکس فکتور استرالیا بود.

## زندگی شخصی
کیتینگ در سال ۱۹۹۸ با مدل ایرلندی ایوان کانلیازدواج کرد و این زوج صاحب سه فرزند هستند. در سال ۲۰۱۰ از هم جدا شدند و کیتینگ یک سال بعد با تهیه کننده استرالیایی استورم یوچتریتز آشنا شد در سال ۲۰۱۵ نامزدی خود را اعلام کردند.